# Cattedrale di San Panfilo
La cattedrale di San Panfilo è il principale luogo di culto cattolico della città di Sulmona, in provincia dell'Aquila e diocesi di Sulmona-Valva.
È stata dichiarata monumento nazionale nel 1902.

## Storia

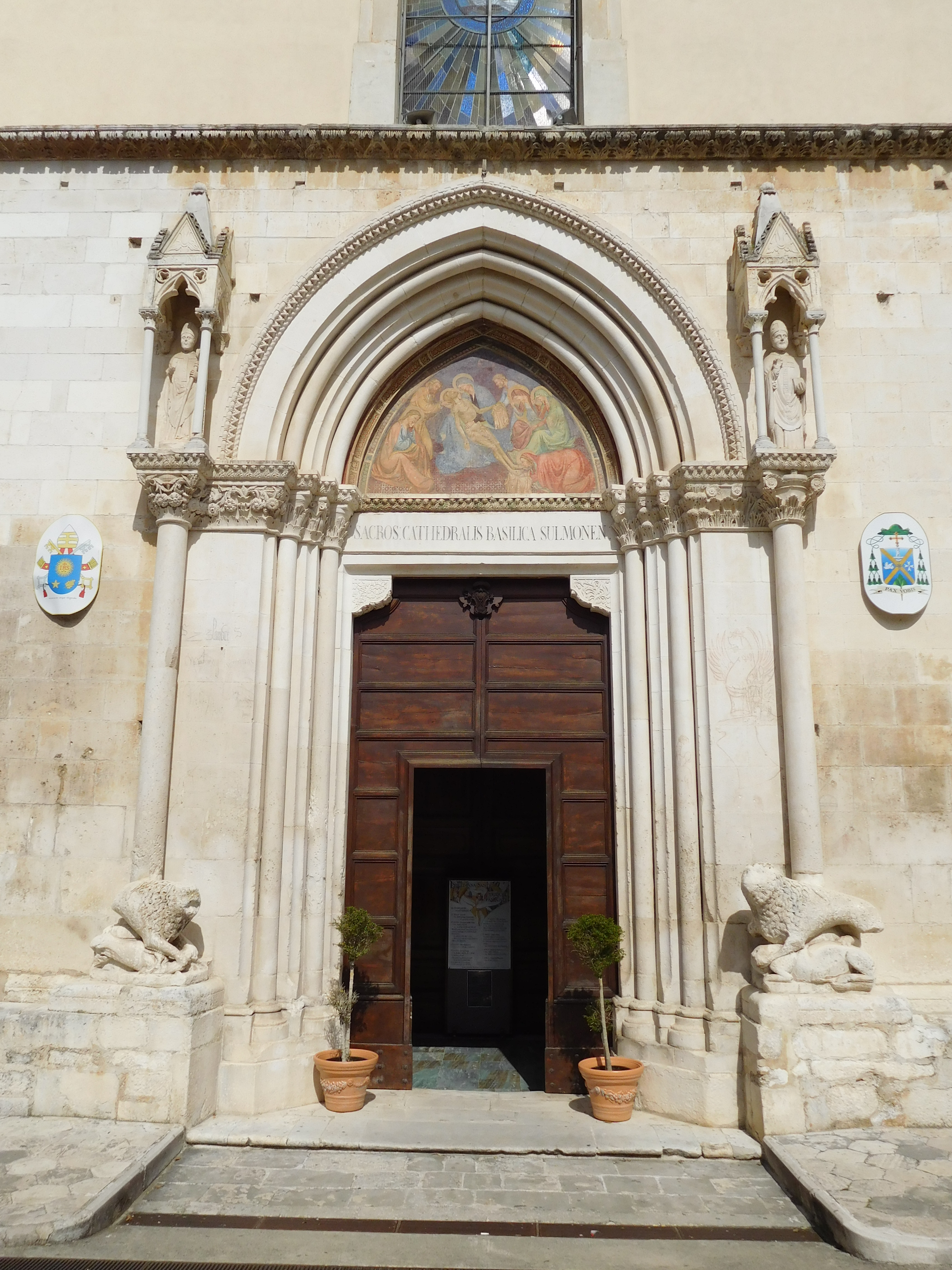
Il portale.

Si presenta oggi come il risultato di una serie di stratificazioni architettoniche sovrappostesi nei secoli a partire dall'originaria edificazione (secondo la tradizione) su un tempio di età romana. La costruzione, fuori le mura della Città, avvenne nell'VIII secolo o in quello successivo (se è vera la notizia che fu fatta erigere dall'Imperatore Ludovico II come riportato nel Chronicon Casauriense), per ospitare il corpo del vescovo Panfilo, che fu traslato, secondo leggende locali, dalla vicina Corfinio.
In origine dedicata a Santa Maria, subì una serie di trasformazioni già nel XII secolo e in tale epoca fu dedicata al santo patrono di Sulmona, san Panfilo appunto. Le prime notizie ufficiali sono del Chronicon Casauriense dell'abbazia di San Clemente a Casauria, del XII secolo, che riferisce di un importante intervento di rinnovamento delle strutture nel 1075, voluto dal vescovo Trasmondo (che era anche Abate di San Clemente) e terminato nel 1119 da Gualtiero; più precisamente questa fonte riferisce di una nuova costruzione, e non di un restauro, in un luogo che per questo fu poi chiamato a lungo "ai Santi Nuovi".
La chiesa fu danneggiata una prima volta in maniera grave nel terremoto del 1456. Colpita e gravemente danneggiata in seguito al terremoto del 1706, fu ricostruita con forme barocche, in parte ancor oggi visibili, nonostante i recenti restauri. Nel sisma crollarono le sagrestie e subirono danni il campanile a torre, e l'adiacente palazzo vescovile, non più ricostruiti. I lavori di ripristino interessarono la parte alta dell'edificio, con le volte delle tre navate e l'elegante apparato decorativo di stucchi e dipinti in stile barocco. Di originale si conservò l'impianto planimetrico, la parte bassa della facciata e la cripta gotica.
Nel 1818 è stata elevata da papa Pio VII al rango di basilica minore.

## Descrizione

### Architettura

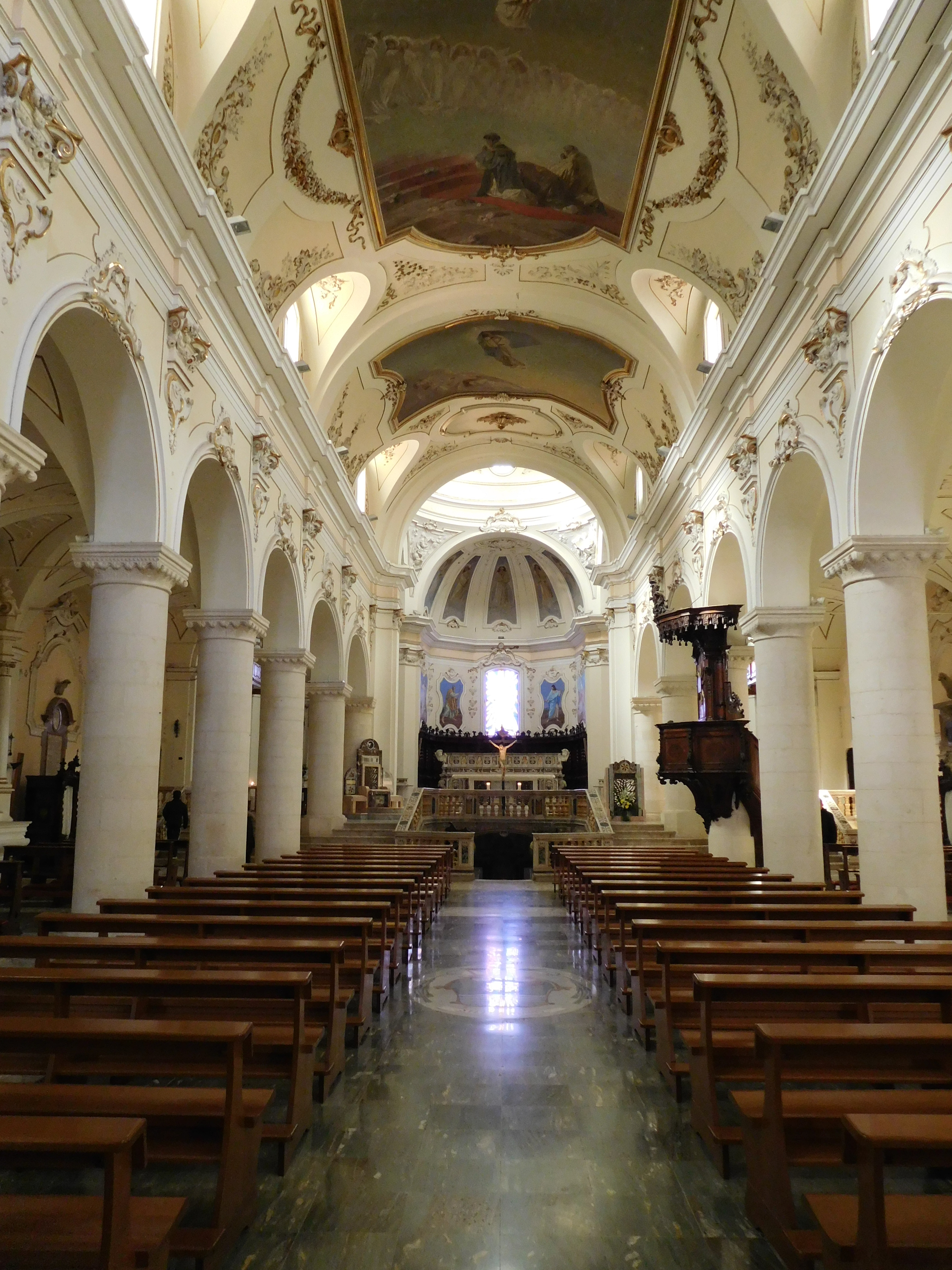
Interno

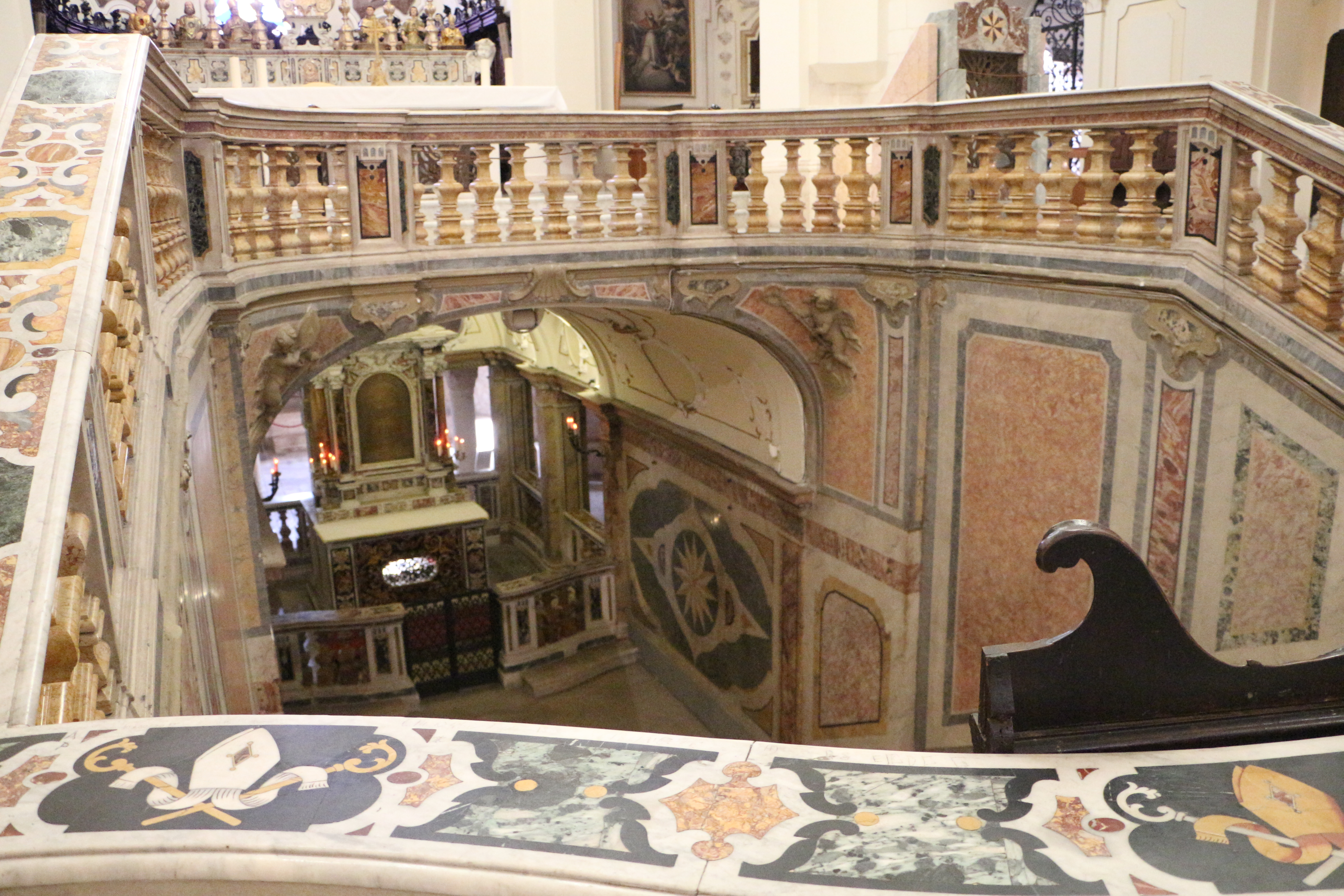
La Cappella di San Panfilo.

La facciata si presenta dotata di una cornice di stile gotico nella parte inferiore, continuazione, lungo il fianco destro, del portale ogivale, quest'ultimo affiancato da colonne che reggono le edicole in cui alloggiano le statue di san Panfilo e san Pelino (opere di Nicola Salvitti, 1391). Di Leonardo da Teramo è invece l'affresco della fine del Trecento posto nella lunetta.
L'accesso alla sagrestia è garantito da un piccolo portale laterale di epoca seicentesca, mentre il portale posto sul lato sinistro, dotato di belle iscrizioni a caratteri longobardi e un frammento di lapide romana, e le tre absidi segnate da motivi antropomorfi, sono invece chiaramente romaniche. Al centro della decorazione fa bella mostra di sé l'emistichio di Ovidio, celebre quanto importante per la città peligna che diede i natali al poeta: Sulmo mihi patria est.
La chiesa è a pianta basilicale, conservatasi immutata, nonostante i numerosi rimaneggiamenti che il tempio ha subito nei secoli; le tre navate sono scandite da colonne romaniche. Due monumenti funebri, uno del vescovo Bartolomeo De Petrinis (1422 e l'altro probabilmente della sorella dell'alto prelato, sono visibili al muro della controfacciata. 
Alle spalle dei mausolei funebri si trovano due affreschi del Quattrocento, una Crocifissione e il Redentore tra due santi. 
La volta della navata principale è affrescata con Storie della vita di san Panfilo e san Pietro Celestino, opere su tempera di Amedeo Tedeschi (1906).
Davanti al presbiterio, una scalinata in marmi policromi scende alla cappella di San Panfilo, dove sono acolti i suoi resti. Comunica con la retrostante cripta e venne realizzata nel 1662 in stile barocco.
Il presbiterio immette verso un coro in legno del 1751, opera di Ferdinando Mosca ed un pregevole altare maggiore policromo di marmo del XVIII secolo.
Nelle navate laterali sono da segnalare gli altari marmorei e il fonte battesimale di scuola napoletana (1757) e un Crocifisso del XIV secolo; nella cappella sulla destra del presbiterio, bella scultura in legno con l'Estasi di santa Teresa di Giacomo Colombo del 1707.

### La cripta

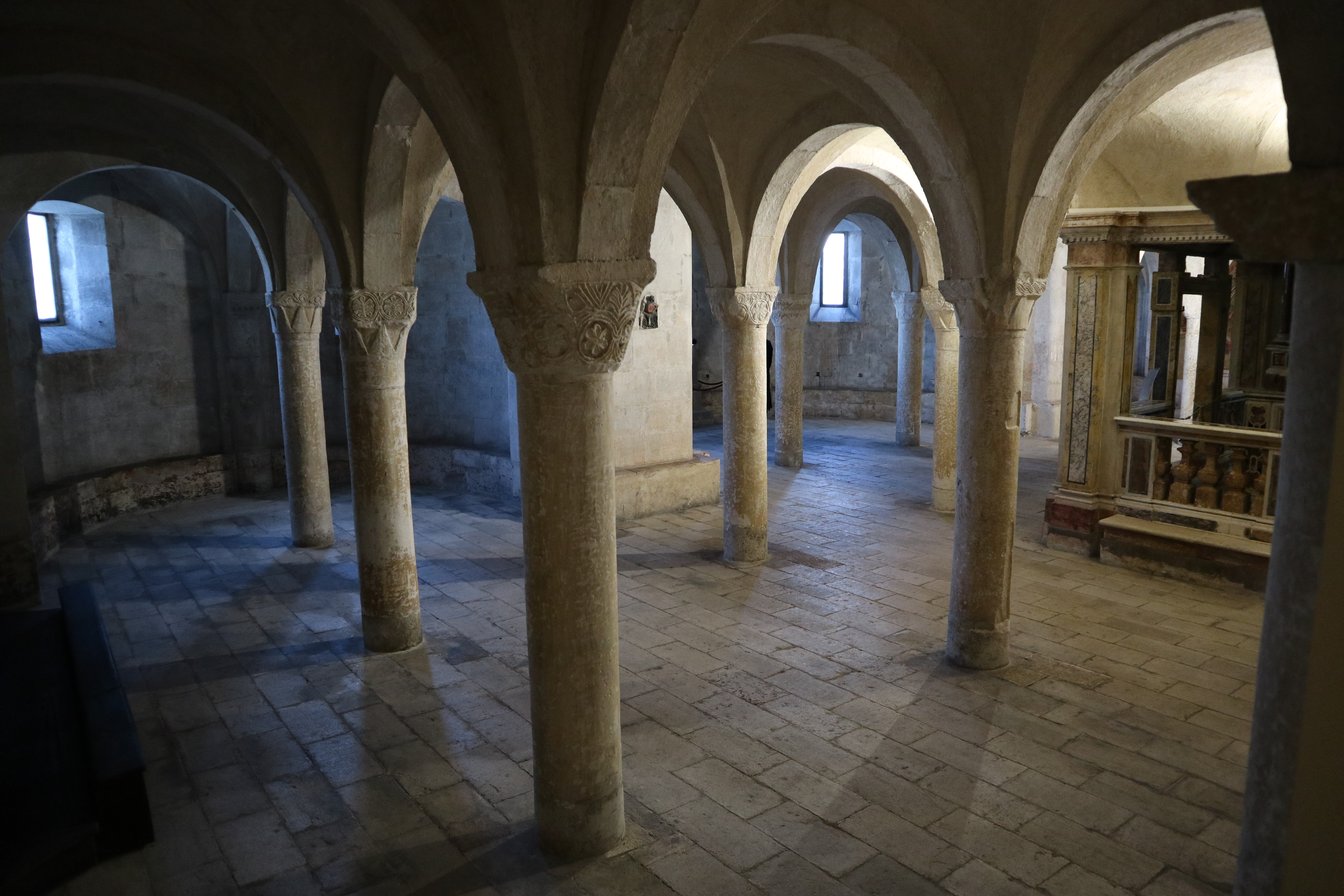
La cripta

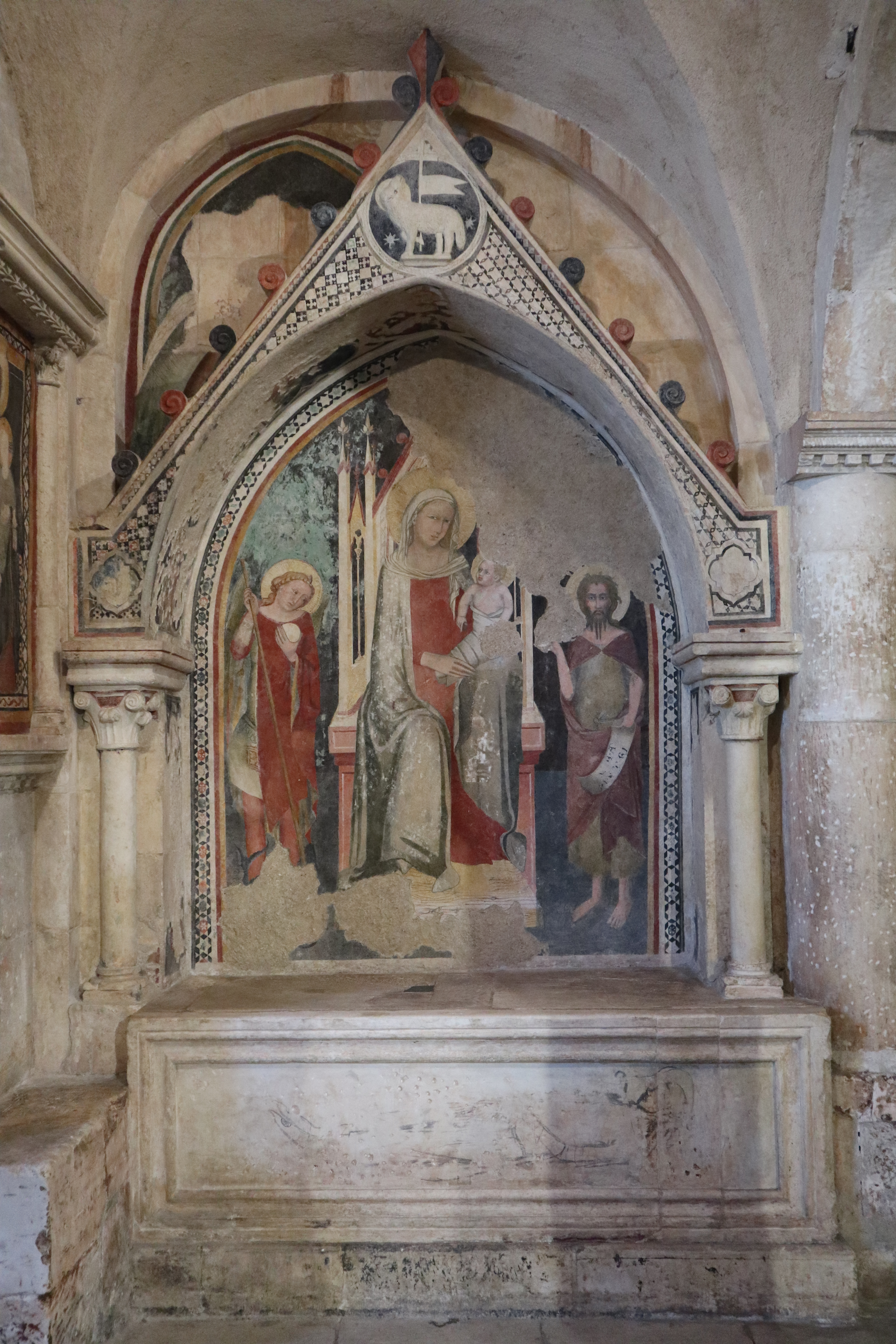
Monumento sepolcrale del XIV secolo.

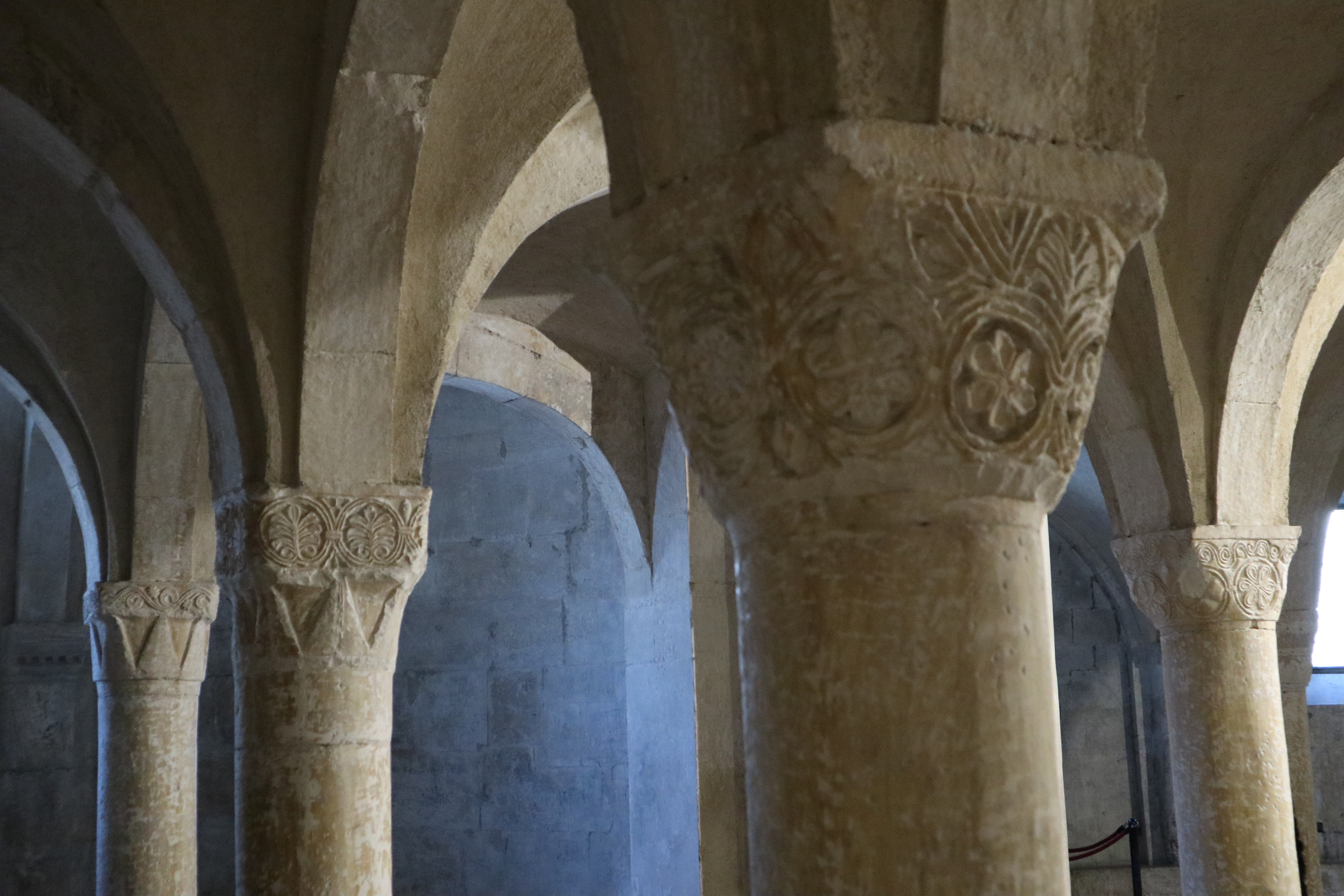
Capitelli della cripta

La cripta, la parte più antica della chiesa, costituita dalle tre absidi semicircolari, risalente al restauro del vescovo Trasmondo. Si ritiene che le colonne laterali con fusto monolitico in pietra calcarea, risalgano al X secolo; mentre la parte perimetrale delle absidi è diversa dal nucleo interno. L'ambiente occupa lo spazio della zona presbiteriale superiore, ripartito in tre navate con 16 colonne, ridotte poi a 14 per la costruzione dell'altare seicentesco di San Panfilo.  Le tre file di colonne sono poste a distanza irregolare e non sono allineate perfettamente, per cui la quadrature delle volte a crociera risulta irregolare. Ai piedi della gradinata centrale si trova la Cappella del Santo, con l'altare in pietra locale intarsiata di marmi policromi, eretta nel 1662 per ringraziare il santo dal miracolo contro la peste del 1656.
All'interno dell'altare si trova una nicchia con il busto reliquiario di San Panfilo, in rame dorato, argento e smalti, opera del 1458 di Giovanni di Marino di Cicco sulmonese. Altra opera di pregio è la Madonna col Bambino, bassorilievo in pietra policroma del XII secolo, detta "Madonna delle Fronaci", che proverrebbe dal Borgo Pinciaro nel settore occidentale della città, dove si trovavano fornaci per la produzione di tegole. Due lastre laterali sono del XIII secolo, realizzate in marmo e decorate con rosoni a rilievo, lo schienale dipinto con la coppia di angeli reggistemma è posteriore; due pesi romani sono utilizzati come pomelli. Probabilmente l'opera è di reimpiego dopo il terremoto.
Sulla parete a destra della cripta c'è un monumento sepolcrale a nicchia della seconda metà del XIV secolo, con arcosolio cuspidato e timpanato e Agnus Dei sulla sommità. L'affresco ritrae una Madonna col Bambino tra San Michele Arcangelo e San Giovanni Battista; sull'intradosso un medaglione col Cristo tra simboli evangelici; sul fronte del sarcofago restano tracce di una sinopia raffigurante un cavaliere. Lungo le pareti laterali si trovano file di scanni lignei, appartenenti al coro cinquecentesco voluto da Bartolomeo Balcone, restaurato dopo il terremoto del 1706. In un ambiente attiguo si apre una sala dedicata a Celestino V, con la conservazione di alcune reliquie del santo e cimeli: una parte del cuore, in teca, indumenti e paramenti sacri, un busto, un Crocifisso ligneo proveniente dall'eremo di Sant'Onofrio al Morrone, alcuni documenti redatti di suo pugno e un cilicio penitenziale.

### Organi a canne

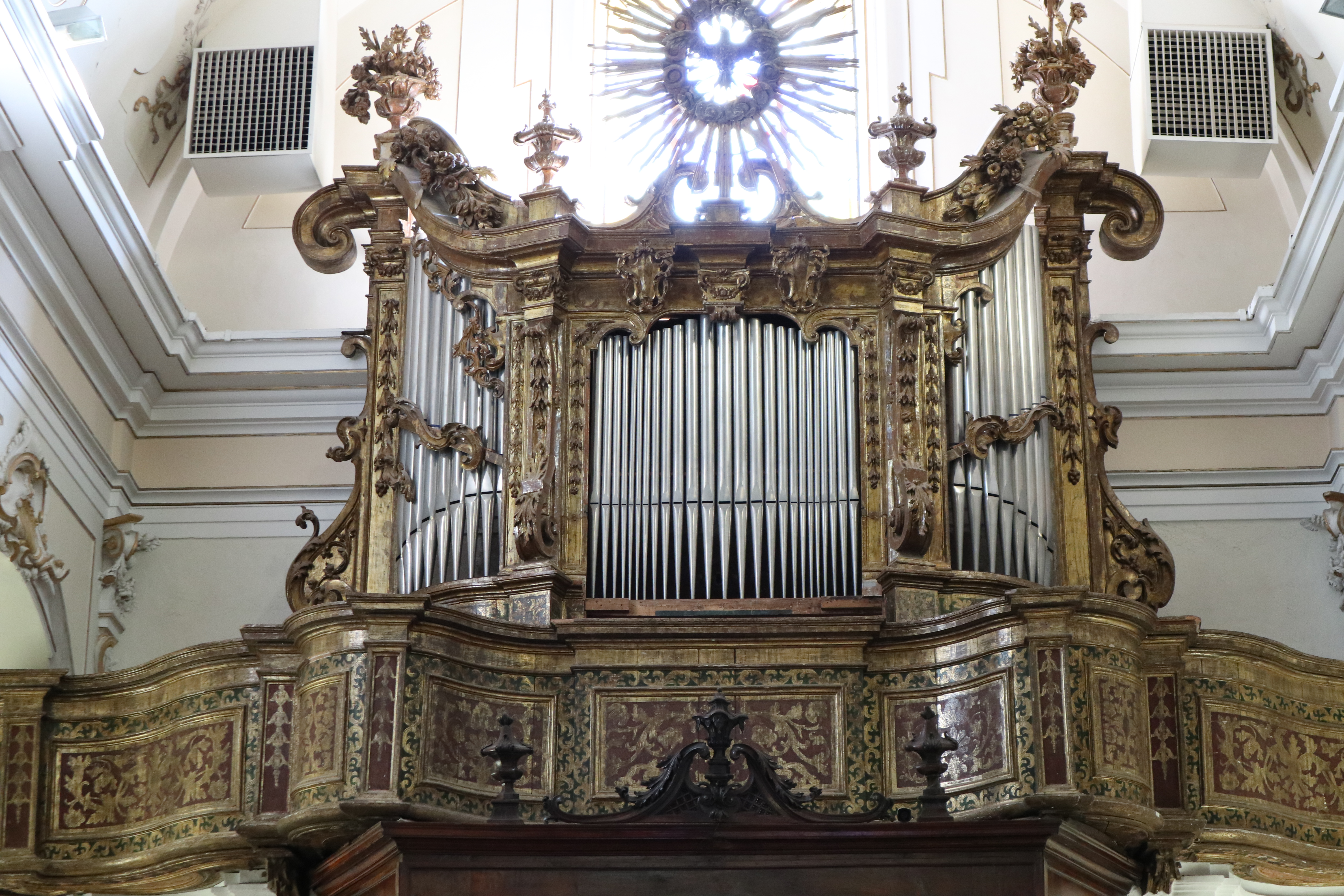
Il Grand'Organo.

- Grand'Organo. L'organo posto al di sopra dell'ingresso risale al XVIII secolo ed è attribuito a Adriano Fedri di Atri (1719-1797). La mostra e la cantoria, in legno dorato, è attribuito a Ferdinando Mosca (1685-1773)[6]. Attualmente non funzionante.
- Organo del transetto, collocato su un'apposita cantoria sulla parete fondale del transetto di sinistra, con consolle mobile indipendente in navata, è stato costruito nel 1953 dall'organaro cornedese Remo Zarantonello e restaurato nel 2011 dall'organaro torrese Eligio Bevilacqua. Lo strumento, a trasmissione digitale, ha due tastiere di 61 note ciascuna ed una pedaliera concavo-radiale di 32.

## Archivio capitolare
La chiesa cattedrale peligna vanta senza dubbio uno dei più importanti archivi d'Abruzzo, in quanto conserva documenti di epoca a partire dall'XI secolo, con pergamene, codici, diplomi, libri di battesimo. Numerosi documenti e arredi sacri, prima presenti in cattedrale, sono ora esposti al museo civico di Sulmona.